# Ochiai Yoshiiku

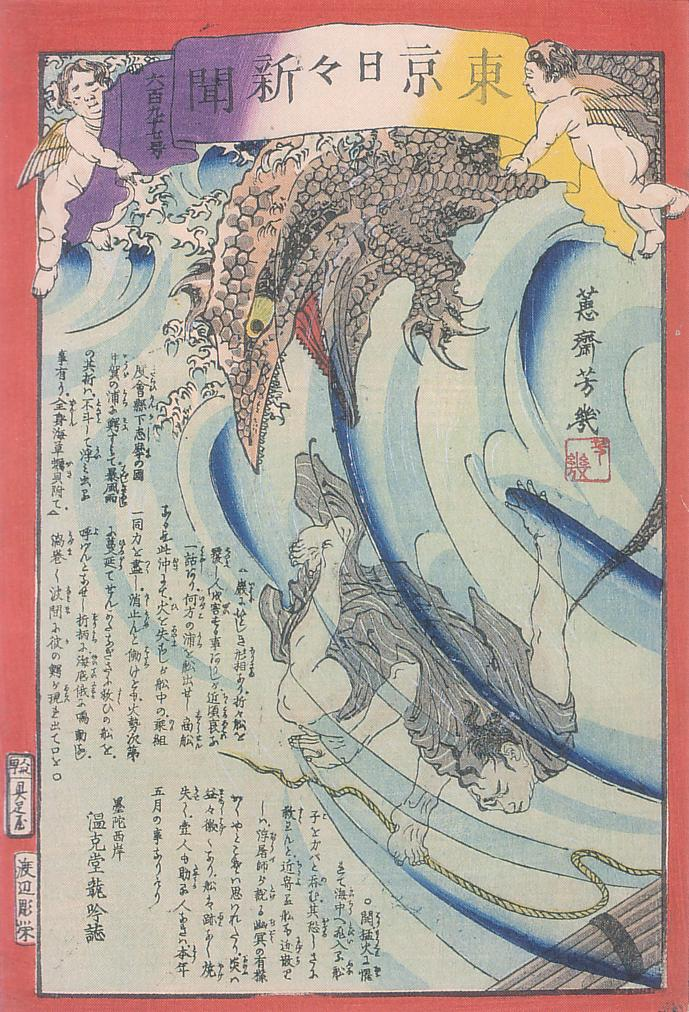
„Krokodil jagt einen Menschen“.

Ochiai Yoshiiku (japanisch 落合 芳幾, eigentlicher Name Ochiai Ikujirō (落合 幾次郎); geb. 1833 in Edo; gest. 6. Februar 1904) war ein japanischer Maler im Ukiyoe-Stil der frühen Meiji-Zeit. Seine Künstlernamen waren Ikkeisai (一蕙斎), Keisai (蕙斎), Chōkarō (麻霞楼) und Sharakusai (洒落斎).　

## Leben und Werk
Yoshiiku wurde in Edo im Stadtteil Asakusa in einem Teehaus geboren, das Kurisanen vermittelte. 1849 begann er eine Ausbildung bei Utagawa Kuniyoshi, wobei er sich neben Tsukioka Yoshitoshi zu einem bedeutenden Schüler entwickelte.
Er schuf Holzschnitte von schönen Frauen, von Kabuki-Schauspielern, Holzschnitte zu der Erzählung Genji-Monogatari, Yokohama-Bilder und Holzschnitte mit humorvollem Inhalt (戯画, Giga). Zusammen mit Yoshitoshi gestaltete er 1866/1867 die Serie „28 volkstümliche Helden“ (英名二十八衆句, Eimei nijūhasshūku), womit 28 bekannte Schauspieler dargestellt wurden. – Im Wetteifer mit der aufkommenden Fotografie gestaltete Yoshiiku im Jahr 1870 eine Serie mit dem Titel „Wirklichkeitsgetreuer Spiegel von Schauspielern“ (俳優写真鏡, Haiyū shashin-kyō), die aber ziemlich misslang. Er strebte daraufhin nicht länger nach fotografischer Darstellung seiner Subjekte. 
Yoshiiku war nicht nur künstlerisch begabt, er war auch ein guter Geschäftsmann. 1872 unterstützte er finanziell die Zeitung Tōkyō Nichinichi Shimbun (東京日々新聞) und steuerte Bilder für die erste Ausgabe bei. Einige Jahre später brachte der Zeitungsverleger den Band Tōkyō Nichinichi Shimbun Daikin (東京日々新聞大錦) heraus, in dem die Abbildungen auf der dritten Seite der Zeitung nun in höchster Farbqualität wiedergegeben waren. Sein Rivale Yoshitoshi startete ein ähnliches Projekt bei seinem Verleger, dem Inhaber von Kinshōdō (絹昇堂). Der Boom dieser Drucke beschränkte sich allerdings auf wenige Jahre. 
Weitere verlegerische Unternehmungen in den späteren Jahren missglückten, so dass Yoshiiku seinen Lebensabend sehr zurückgezogen verbrachte.

## Bilder

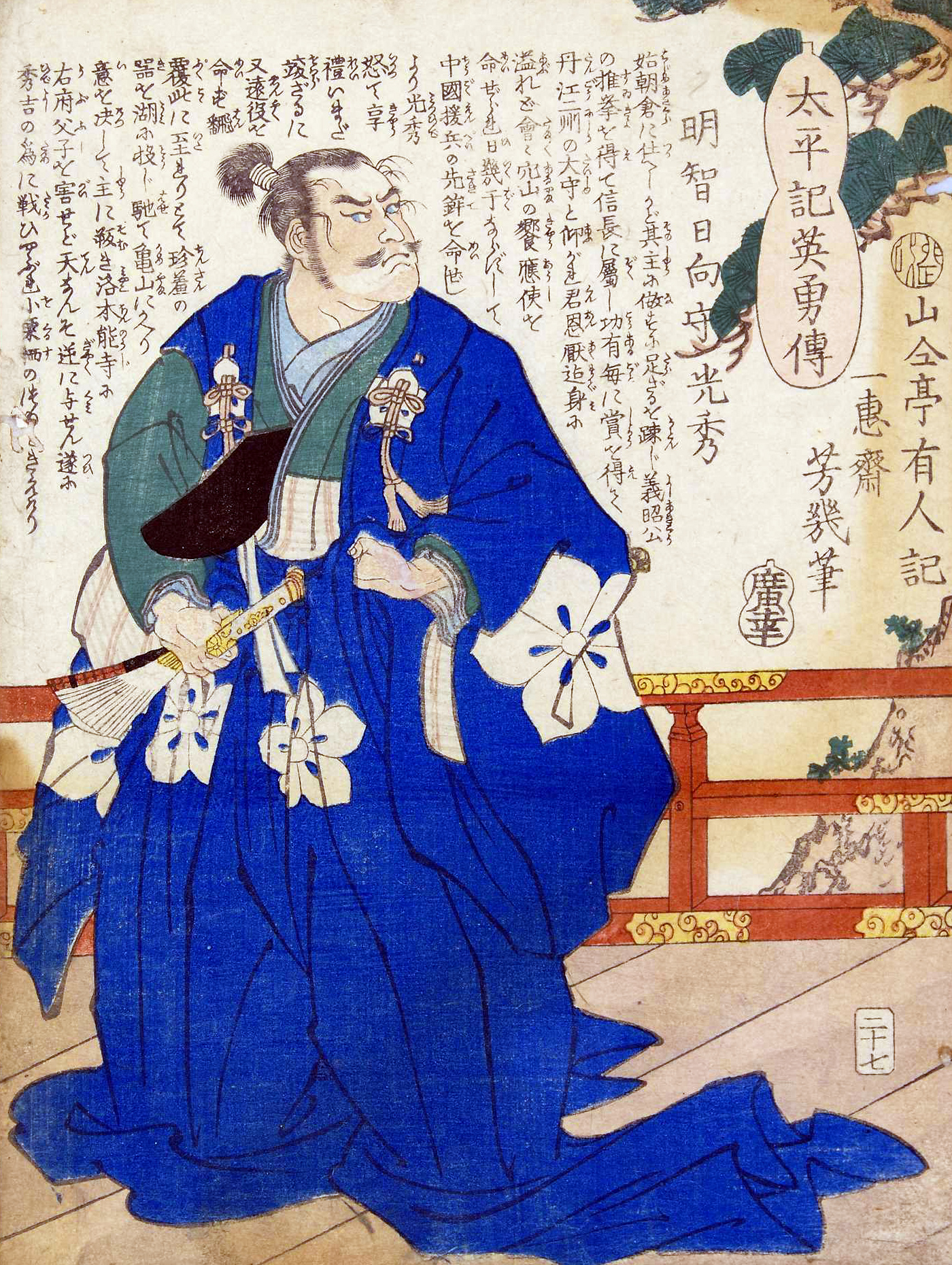
Akechi Mitsuhide
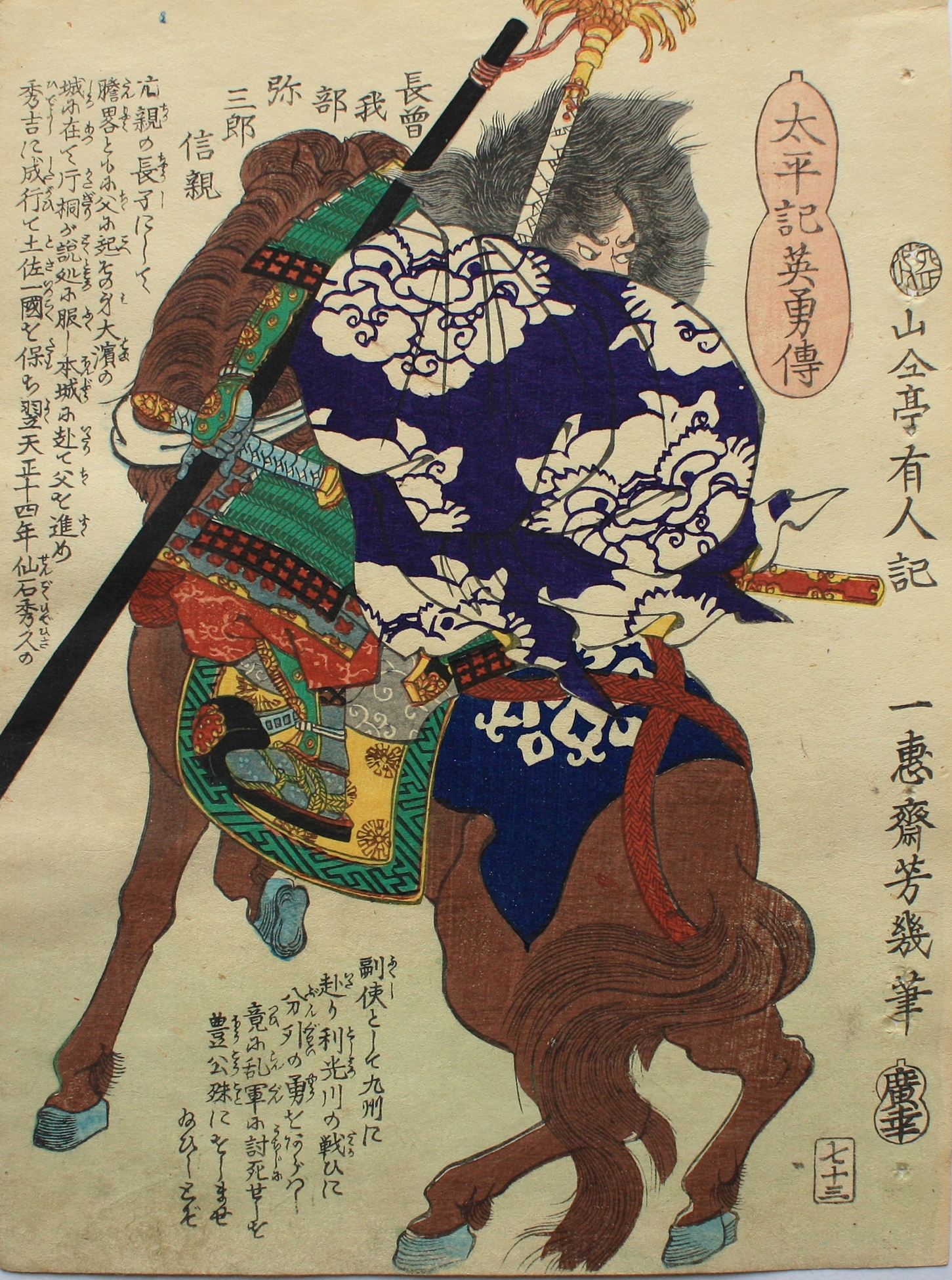
Chōsokabe Nobuchika
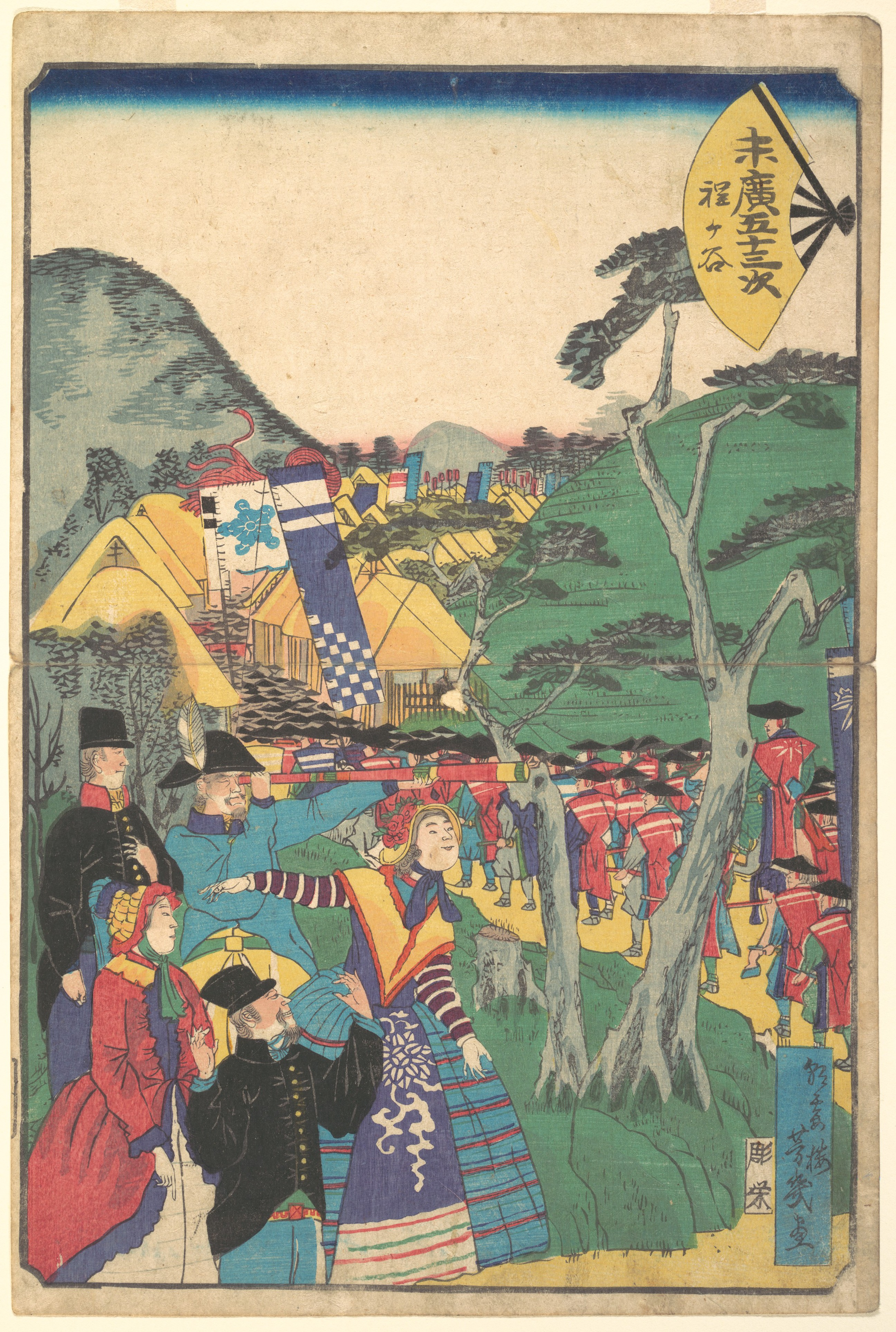
Blatt Hodogaya
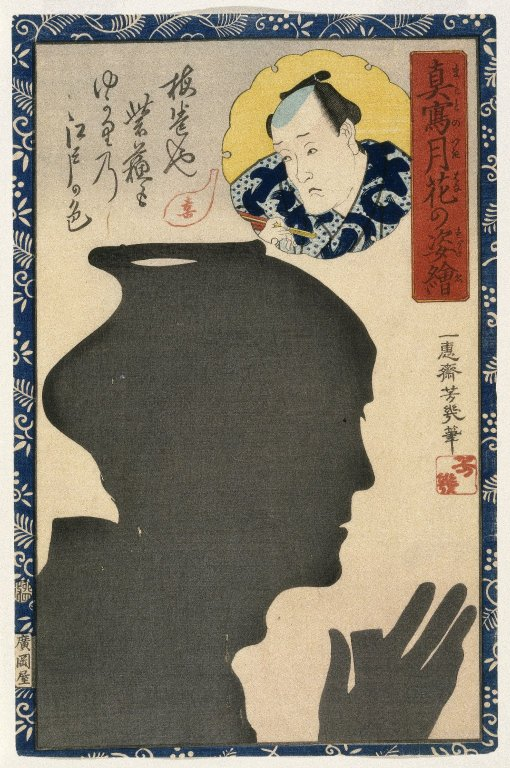
„Wirklichkeitsgetreue Gestalten“
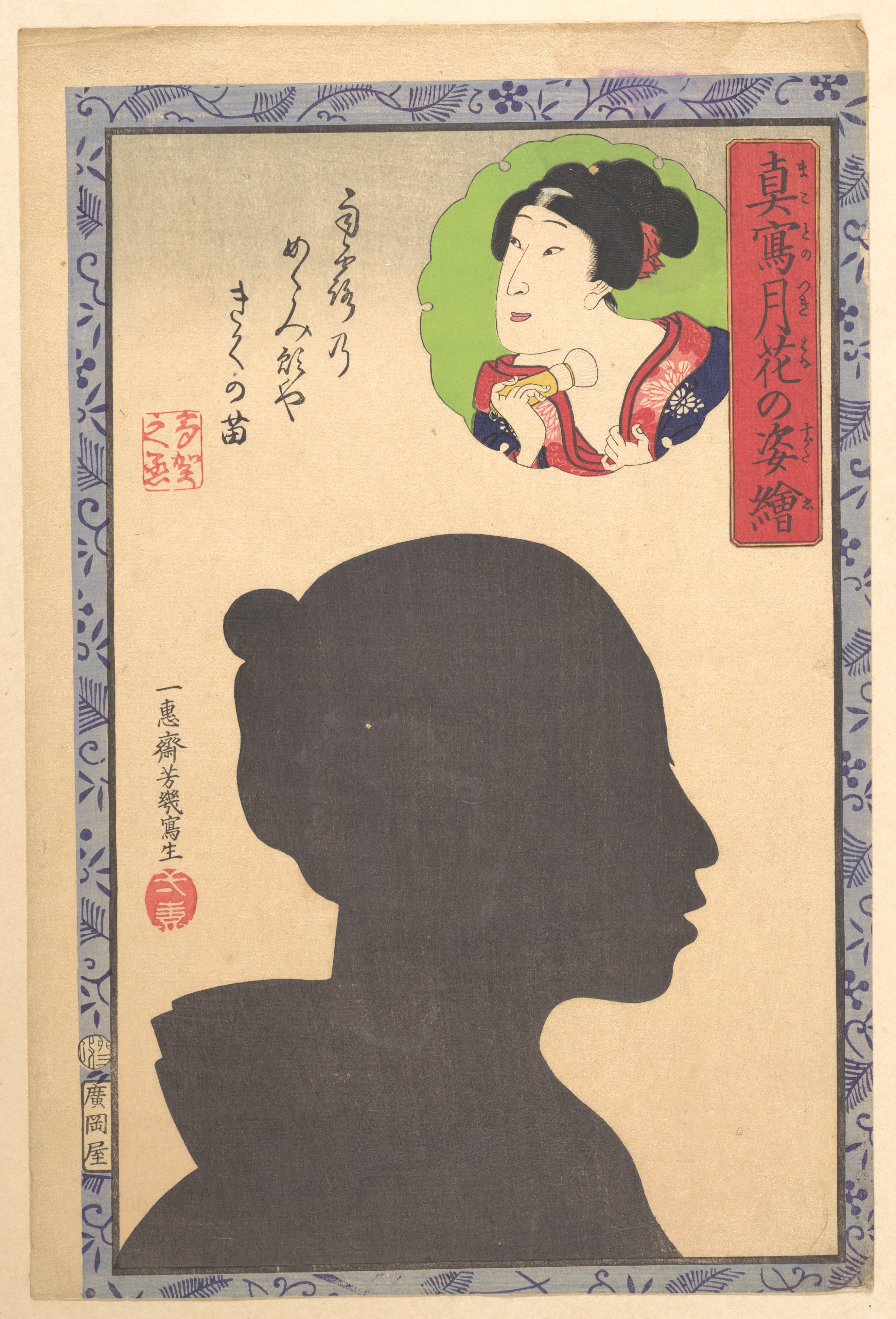
„Wirklichkeitsgetreue Gestalten“
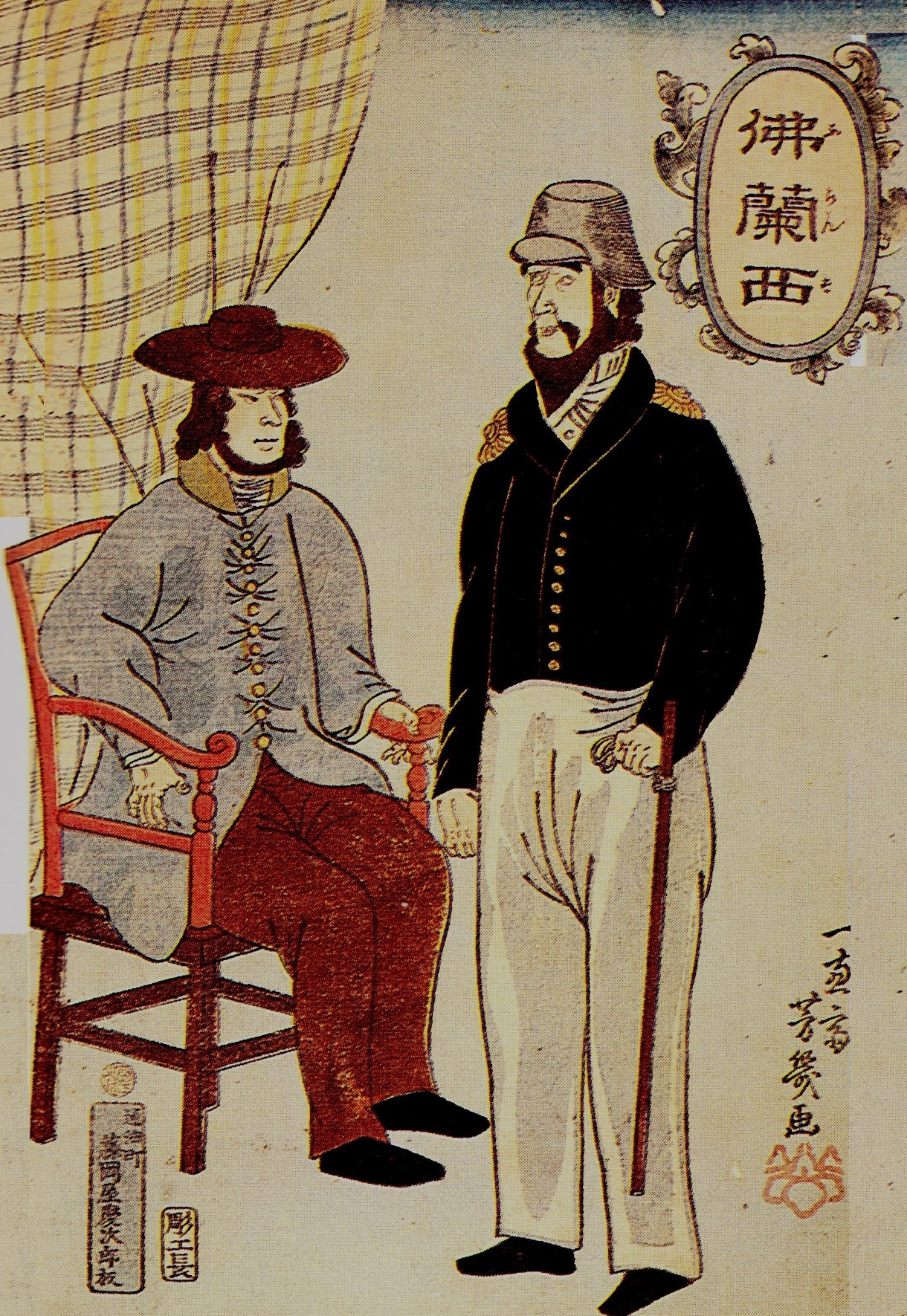
Franzosen in Yokohama
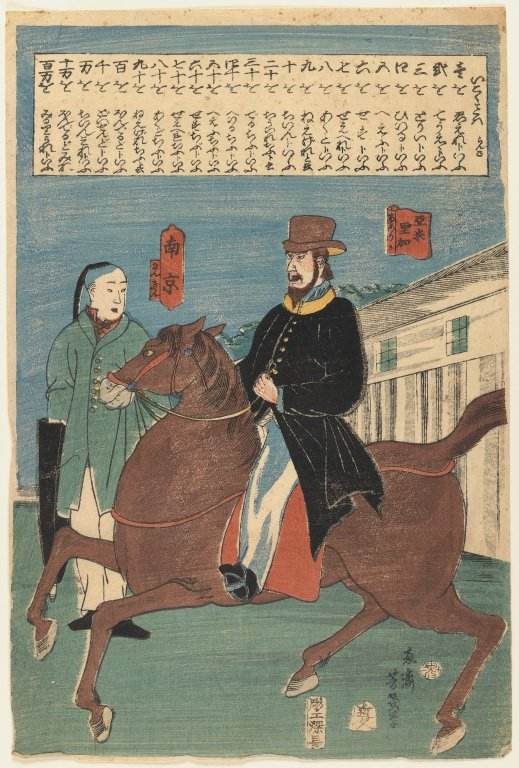
Amerikaner und Chinese unter Vokabelleiste.[A 2]